# Flik 14
A Fliegerkompanie 14 (rövidítve Flik 14, magyarul 14. repülőszázad) az osztrák-magyar légierő egyik repülőszázada volt.

## Története
A századot 1914-ben szervezték meg, a parancsnoka Kara Jenő százados lett. Az első világháború kitörésekor a keleti frontra, Lembergbe vezényelték, majd a fronthoz közelebb, Kraszne repterére került. A breszt-litovszki béke megkötése után az egységet az olasz frontra küldték. Az 1917 júliusi légierő-átszervezés után a század vadászfeladatokat kapott (Jagdflieger-Kompanie, Flik 14J). Az 1918 júliusában lezajlott Piave-offenzívában a 11. hadsereg alárendeltségében Feltre repülőteréről indult bevetésekre. 1918. október 15-én átkerült a Belluno-hadseregcsoporthoz és átköltözött Santa Giustinába.
A háború után a teljes osztrák légierővel együtt felszámolták.

## Századparancsnokok
- Kara Jenő százados
- Benedek Károly főhadnagy
- Rudolf Stanger főhadnagy

## Ászpilóták
| Név            | A században elért légi győzelem |
| -------------- | ------------------------------- |
| Karl Teichmann | 1                               |
| Busa Gyula     | 5                               |

## Századjelzések
A 11. hadseregnek alárendelt valamennyi repülőszázadban a gépek törzsére, a pilótafülke mögé festették fel az azonosítót: egy széles piros gyűrűben fehér keretes betűt.   

### Repülőgépek
A század pilótái a következő gépet repülték:
- Phönix D.I
- Phönix D.II